# Districtele Cehiei

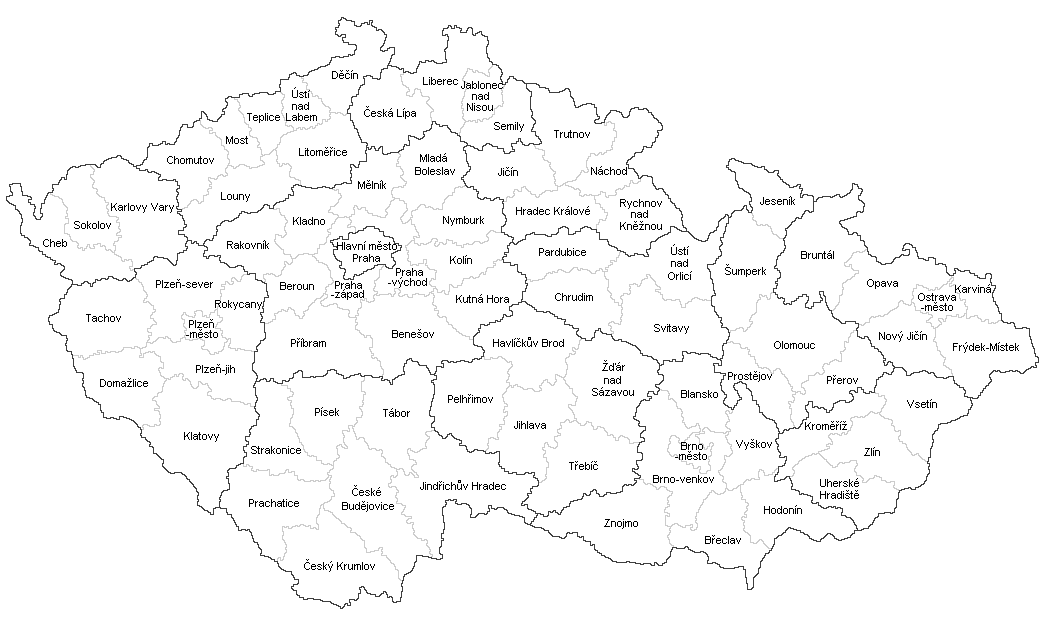
Districtele (okresy) Cehiei

Districtul (în cehă: okres; pl. okresy) este unitatea administrativă de nivelul doi a Cehiei, după regiune și înainte de comunelor. În Cehia sunt 77 de districte.
După ce funcția lor administrativă principală a fost desființată la 1 ianuarie 2003, districtele Cehiei mai există pentru activitățile autorităților specifice și ca unități statistice. Funcția lor administrativă a fost mutată în comune selectate.

## Lista districtelor
| Regiune (Kraj)                                  | District (Okres)    | Suprafață (km2) | Populație (2002) | Comune |
| ----------------------------------------------- | ------------------- | --------------- | ---------------- | ------ |
| Regiunea Karlovy Vary (Karlovarský kraj)        | Cheb                | 933             | 89,107           | 39     |
| Regiunea Karlovy Vary (Karlovarský kraj)        | Karlovy Vary        | 1628            | 121,886          | 55     |
| Regiunea Karlovy Vary (Karlovarský kraj)        | Sokolov             | 753             | 93,227           | 38     |
| Regiunea Boemia Centrală (Středočeský kraj)     | Benešov             | 1524            | 93,220           | 115    |
| Regiunea Boemia Centrală (Středočeský kraj)     | Beroun              | 662             | 76,101           | 85     |
| Regiunea Boemia Centrală (Středočeský kraj)     | Kladno              | 692             | 150,181          | 100    |
| Regiunea Boemia Centrală (Středočeský kraj)     | Kolín               | 846             | 95,523           | 100    |
| Regiunea Boemia Centrală (Středočeský kraj)     | Kutná Hora          | 917             | 73,337           | 88     |
| Regiunea Boemia Centrală (Středočeský kraj)     | Mělník              | 712             | 94,868           | 70     |
| Regiunea Boemia Centrală (Středočeský kraj)     | Mladá Boleslav      | 1058            | 114,042          | 123    |
| Regiunea Boemia Centrală (Středočeský kraj)     | Nymburk             | 876             | 84,784           | 87     |
| Regiunea Boemia Centrală (Středočeský kraj)     | Praha-východ (Est)  | 584             | 98,453           | 91     |
| Regiunea Boemia Centrală (Středočeský kraj)     | Praha-západ (Vest)  | 586             | 86,777           | 80     |
| Regiunea Boemia Centrală (Středočeský kraj)     | Příbram             | 1628            | 107,260          | 120    |
| Regiunea Boemia Centrală (Středočeský kraj)     | Rakovník            | 930             | 54,128           | 84     |
| Regiunea Hradec Králové (Královéhradecký kraj)  | Hradec Králové      | 875             | 159,622          | 101    |
| Regiunea Hradec Králové (Královéhradecký kraj)  | Jičín               | 887             | 77,368           | 111    |
| Regiunea Hradec Králové (Královéhradecký kraj)  | Náchod              | 851             | 112,448          | 78     |
| Regiunea Hradec Králové (Královéhradecký kraj)  | Rychnov nad Kněžnou | 998             | 79,003           | 83     |
| Regiunea Hradec Králové (Královéhradecký kraj)  | Trutnov             | 1147            | 119,996          | 75     |
| Regiunea Liberec (Liberecký kraj)               | Česká Lípa          | 1137            | 106,411          | 59     |
| Regiunea Liberec (Liberecký kraj)               | Jablonec nad Nisou  | 402             | 88,232           | 34     |
| Regiunea Liberec (Liberecký kraj)               | Liberec             | 925             | 158,988          | 57     |
| Regiunea Liberec (Liberecký kraj)               | Semily              | 699             | 74,660           | 65     |
| Regiunea Moravia-Silezia (Moravskoslezský kraj) | Bruntál             | 1658            | 104,480          | 67     |
| Regiunea Moravia-Silezia (Moravskoslezský kraj) | Frýdek-Místek       | 1273            | 226,592          | 72     |
| Regiunea Moravia-Silezia (Moravskoslezský kraj) | Karviná             | 347             | 277,244          | 17     |
| Regiunea Moravia-Silezia (Moravskoslezský kraj) | Nový Jičín          | 918             | 159,473          | 53     |
| Regiunea Moravia-Silezia (Moravskoslezský kraj) | Opava               | 1144            | 180,769          | 77     |
| Regiunea Moravia-Silezia (Moravskoslezský kraj) | Ostrava-město       | 214             | 314,102          | 13     |
| Regiunea Olomouc (Olomoucký kraj)               | Jeseník             | 719             | 42,251           | 24     |
| Regiunea Olomouc (Olomoucký kraj)               | Olomouc             | 1451            | 224,156          | 92     |
| Regiunea Olomouc (Olomoucký kraj)               | Přerov              | 884             | 138,895          | 104    |
| Regiunea Olomouc (Olomoucký kraj)               | Prostějov           | 770             | 109,524          | 96     |
| Regiunea Olomouc (Olomoucký kraj)               | Šumperk             | 1316            | 125,924          | 78     |
| Regiunea Pardubice (Pardubický kraj)            | Chrudim             | 1030            | 104,748          | 113    |
| Regiunea Pardubice (Pardubický kraj)            | Pardubice           | 889             | 160,251          | 115    |
| Regiunea Pardubice (Pardubický kraj)            | Svitavy             | 1335            | 101,832          | 113    |
| Regiunea Pardubice (Pardubický kraj)            | Ústí nad Orlicí     | 1265            | 138,753          | 111    |
| Regiunea Plzeň (Plzeňský kraj)                  | Domažlice           | 1140            | 58,895           | 86     |
| Regiunea Plzeň (Plzeňský kraj)                  | Klatovy             | 1939            | 87,680           | 95     |
| Regiunea Plzeň (Plzeňský kraj)                  | Plzeň-město         | 125             | 163,791          | 15     |
| Regiunea Plzeň (Plzeňský kraj)                  | Plzeň-jih (Sud)     | 1080            | 68,495           | 90     |
| Regiunea Plzeň (Plzeňský kraj)                  | Plzeň-sever (Nord)  | 1323            | 73,610           | 98     |
| Regiunea Plzeň (Plzeňský kraj)                  | Rokycany            | 575             | 45,574           | 68     |
| Regiunea Plzeň (Plzeňský kraj)                  | Tachov              | 1379            | 51,329           | 51     |
| Praga (Hlavní město Praha)                      | Praga               | 496             | 1,181,610        | 1      |
| Regiunea Boemia de Sud (Jihočeský kraj)         | České Budějovice    | 1625            | 178,523          | 107    |
| Regiunea Boemia de Sud (Jihočeský kraj)         | Český Krumlov       | 1615            | 59,817           | 46     |
| Regiunea Boemia de Sud (Jihočeský kraj)         | Jindřichův Hradec   | 1944            | 92,846           | 106    |
| Regiunea Boemia de Sud (Jihočeský kraj)         | Písek               | 1138            | 70,419           | 76     |
| Regiunea Boemia de Sud (Jihočeský kraj)         | Prachatice          | 1375            | 51.410           | 65     |
| Regiunea Boemia de Sud (Jihočeský kraj)         | Strakonice          | 1032            | 69,496           | 112    |
| Regiunea Boemia de Sud (Jihočeský kraj)         | Tábor               | 1327            | 102,586          | 111    |
| Regiunea Moravia de Sud (Jihomoravský kraj)     | Blansko             | 943             | 107,454          | 130    |
| Regiunea Moravia de Sud (Jihomoravský kraj)     | Břeclav             | 1173            | 123,265          | 69     |
| Regiunea Moravia de Sud (Jihomoravský kraj)     | Brno-město          | 230             | 729,509          | 1      |
| Regiunea Moravia de Sud (Jihomoravský kraj)     | Brno-venkov         | 1108            | 161,269          | 137    |
| Regiunea Moravia de Sud (Jihomoravský kraj)     | Hodonín             | 1086            | 158,602          | 81     |
| Regiunea Moravia de Sud (Jihomoravský kraj)     | Vyškov              | 889             | 114,061          | 81     |
| Regiunea Moravia de Sud (Jihomoravský kraj)     | Znojmo              | 1637            | 114,061          | 148    |
| Regiunea Usti nad Labem (Ústecký kraj)          | Chomutov            | 935             | 124,744          | 44     |
| Regiunea Usti nad Labem (Ústecký kraj)          | Děčín               | 909             | 133,631          | 52     |
| Regiunea Usti nad Labem (Ústecký kraj)          | Litoměřice          | 1032            | 114,497          | 105    |
| Regiunea Usti nad Labem (Ústecký kraj)          | Louny               | 1118            | 85,830           | 70     |
| Regiunea Usti nad Labem (Ústecký kraj)          | Most                | 467             | 116,786          | 26     |
| Regiunea Usti nad Labem (Ústecký kraj)          | Teplice             | 469             | 126,635          | 34     |
| Regiunea Usti nad Labem (Ústecký kraj)          | Ústí nad Labem      | 405             | 117,589          | 23     |
| Regiunea Vysočina (Vysočina)                    | Havlíčkův Brod      | 1265            | 94,778           | 120    |
| Regiunea Vysočina (Vysočina)                    | Jihlava             | 1180            | 108,404          | 121    |
| Regiunea Vysočina (Vysočina)                    | Pelhřimov           | 1290            | 72,219           | 120    |
| Regiunea Vysočina (Vysočina)                    | Třebíč              | 1518            | 116,415          | 173    |
| Regiunea Vysočina (Vysočina)                    | Žďár nad Sázavou    | 1672            | 118,216          | 195    |
| Regiunea Zlín (Zlínský kraj)                    | Kroměříž            | 799             | 107,852          | 80     |
| Regiunea Zlín (Zlínský kraj)                    | Uherské Hradiště    | 991             | 143,763          | 78     |
| Regiunea Zlín (Zlínský kraj)                    | Vsetín              | 1143            | 145,875          | 59     |
| Regiunea Zlín (Zlínský kraj)                    | Zlín                | 1030            | 192,994          | 87     |